# Isabella (fumetto)
Isabella è un personaggio dei fumetti creato nel 1966 da Giorgio Cavedon e Renzo Barbieri, con i disegni di Sandro Angiolini nel 1966 e protagonista di due serie a fumetti in formato tascabile di genere erotico e storico-avventuroso. La saga si inseriva sulla scia del successo ottenuto dai romanzi (e dai successivi adattamenti cinematografici) del ciclo di Angelica, figura romanzesca ideata dai coniugi francesi Anne e Serge Golon. inizialmente pubblicato Editrice 66 (poi ribattezzata Erregi) e infine dalla Ediperiodici.
Protagonista del primo fumetto erotico-avventuroso pubblicato in Italia, che farà da apripista a un nuovo genere, Isabella fu l'antesignana di una serie di eroine, procaci e disinibite, che divennero un autentico fenomeno di costume.

## Storia editoriale
Escono in totale 263 numeri divisi in due serie, la prima pubblicata da aprile a dicembre 1966 per 19 numeri per l'Editrice Sessantasei e la seconda da gennaio 1967 a ottobre 1976 per 244 numeri edita dalle Edizioni Erregi fino al n°155 e dalla Ediperiodici fino alla conclusione della serie. Le sceneggiature sono scritte da Renzo Barbieri e Giorgio Cavedon mentre i disegni sono inizialmente di Sandro Angiolini, creatore grafico del personaggio e autore delle prime copertine, e poi di altri autori come Gaspare De Fiore, Umberto Sammarini e dello Studio Rosi. In appendice agli albi alcuni aspetti particolarmente piccanti della vita di Isabella vengono raccontati senza immagini ma solo con un testo a puntate che attraverso un espediente narrativo appaiono tratte dalle ''vere'' memorie della duchessa di Frissac. La serie arriverà presto a vendere oltre centomila copie a numero per poi assestarsi sulle settantamila copie. Il successo è notevole tanto da pubblicare in aggiunta ai fascicoli mensili anche i volumi delle “memorie” di Isabella oltre alla raccolta delle numerose lettere dei lettori e un saggio. La serie chiuse i battenti nel 1976 quando la moda delle eroine sexy di epoche passate era terminata per lasciare il posto ad ambientazioni moderne. La serie verrà ristampata dal 1969 al 1971 in 27 volumi in formato gigante contenenti ciascuno due episodi della serie con nuove copertine e alcune tavole inedite. Cavedon scriverà anche sei volumi in prosa per la collana Le Memorie di Isabella pubblicati tra il 1967 e il 1970.

### Volumi pubblicati
Escono in totale 263 numeri divisi in due serie:
Prima serie edita dal 2 aprile al 20 dicembre 1966 (19 volumi)
1. "La duchessa dei diavoli"
2. "Nelle spire del barone"
3. "All'ultimo sangue"
4. "Lame implacabili"
5. "Al servizio del re"
6. "Il terribile esquemada"
7. "Nella foresta dei vampiri"
8. "Le fiamme dell'inquisizione"
9. "La vergine di ferro"
10. "Un duello mortale"
11. "Il mostro di Madrid"
12. "Il tesoro di Montserrat"
13. "Il gioco dei potenti"
14. "La grande congiura"
15. "La preda nuda"
16. "La legge dell'intrigo"
17. "Il giuramento segreto"
18. "Il sei novembre"
19. "Il ritorno del barone"

Seconda serie edita dal 3 gennaio 1967 al 10 ottobre 1976 (244 volumi)
1. "A ferro e fuoco"
2. "Il gatto e il topo"
3. "Per la croce di Lorena"
4. "La frusta e il vento"
5. "La tigre di Toledo"
6. "Il pozzo maledetto"
7. "La regina delle tenebre"
8. "Fuga diabolica"
9. "Sulla via di Parigi"
10. "Il giglio di Francia"
11. "Alla corte reale"
12. "Il mistero di Versailles"
13. "La dama di cuori"
14. "La sferza dell’esilio"
15. "L'artiglio del sadico"
16. "Nuda sul patibolo"
17. "La furiosa rivolta"
18. "Nel branco dei lupi"
19. "L'oltraggio"
20. "A caccia del monco"
21. “Una folle libertina"
22. "Il garofano nero"
23. "Lo strano convento"
24. "L'agguato delle spade"
25. "Il grande torturatore"
26. "L'estasi di Sara"
27. "Il vizio e la passione"
28. "La casa dell'orso"
29. "L'ombra nera"
30. "Senza respiro"
31. "La maschera di cuoio"
32. "In mezzo alla bufera"
33. "Un ballo in maschera"
34. "Il segreto di Jacula"
35. "Un carro di tespi"
36. "Ventre a terra"
37. "La criniera d'argento"
38. "Nella stanza delle smorfie"
39. "La macchina volante"
40. "Per non morire"
41. "La colonna infame"
42. "Il ghigno della morte"
43. "La morsa delle spie"
44. "Una carrozza per l’inferno"
45. "L'incubo"
46. "La maschera nera"
47. "Il sigillo di fuoco"
48. "La giustizia dei dieci"
49. "La notte dei pugnali"
50. "Destino di schiava"
51. "A tempo di frusta"
52. "L'isola del pianto"
53. "Un grido d'amore"
54. "Ossa incrociate"
55. "Al bacio dei venti"
56. "Nel covo del pirata"
57. "Il segreto orientale"
58. "Di spada si muore"
59. "Il vascello fantasma"
60. "Dente per dente"
61. "Un folle presagio"
62. "La legge del mare"
63. "Colpo da re"
64. "Un ignobile ricatto"
65. "La schiava dei corsari"
66. "Mummia vivente"
67. "Mezzaluna di sangue"
68. "Disperatamente"
69. "Il morso della violenza"
70. "Richiamo d'amore"
71. "Il picco della morte"
72. "La rosa di Smirne"
73. "I pirati della morte"
74. "Un sadico tiranno"
75. "Fra concubine"
76. "L'odissea di Sciusciù"
77. "La setta dei mendicanti"
78. "Nelle viscere della moschea"
79. "Lussuria d'oriente"
80. "Vertigine bionda"
81. "Questione di cuore"
82. "L'ultimo supplizio"
83. "La vendetta del califfo"
84. "A spada tratta"
85. "La masnada degli invincibili"
86. "Odio di razza"
87. "Sete di giustizia"
88. "La rocca degli spiriti"
89. "Pazza e perversa"
90. "Senza pietà"
91. "Nel terzo mondo"
92. "L'artiglio degli Asburgo"
93. "Una notte di follia"
94. "Il torneo della vergine"
95. "Genio del male"
96. "Un vile mercato"
97. "Vita da briganti"
98. "Delitto di stirpe"
99. "Alla gogna"
100. "Furiosamente"
101. "La maschera di fango"
102. "L'eminenza grigia"
103. "Uno strano abate"
104. "Terra di Francia"
105. "Ragion di Stato"
106. "Tutti per uno"
107. "Uno per tutti"
108. "Il lupo d'Alsazia"
109. "Lama di sangue"
110. "A caccia del barone"
111. "Convegno mortale"
112. "Labbra impure"
113. "Scacco alla morte"
114. "Occhi per piangere"
115. "La villa del peccato"
116. "Il segreto di Richelieu"
117. "L'amante della regina"
118. "Gli orrori della bastiglia"
119. "Colpo di Stato"
120. "Spadaccina di ventura"
121. "La famiglia Oberohn"
122. "Una tomba senza nome"
123. "La crociata dei fanciulli"
124. "Melodia infernale"
125. "La vergine pazza"
126. "Gilbert, amore mio"
127. "L'iniziazione"
128. "I mercenari del terrore"
129. "Jus primae noctis"
130. "Anime dannate"
131. "Il terribile Ivan"
132. "Lo stupratore"
133. "Stella d'oriente"
134. "I diabolici amanti"
135. "Messa nera"
136. "Nella morsa del ricatto"
137. "I giardini di Versailles"
138. "Le indemoniate di Orlèans"
139. "Il castello della dolce vita"
140. "La purezza e il piacere"
141. "Scatole cinesi"
142. "La spada di Orlando"
143. "L'unghia dell'inquisitore"
144. "Il monastero dell'orrore"
145. "A Roncisvalle"
146. "Caccia tragica"
147. "Sangue sull'Arno"
148. "Il serpe sulla pelle"
149. "Il tatuaggio misterioso"
150. "La pattuglia dei senza paura"
151. "La tratta delle schiave bianche"
152. "Il paese delle mille e una notte"
153. "Verso il tetto del mondo"
154. "Il crepuscolo degli onnipotenti"
155. "Gli spacciatori d'oppio"
156. "La scimitarra del kuen-lun"
157. "Appassionatamente"
158. "L'implacabile lorenese"
159. "Isabella contro Dracula"
160. "Amico o nemico?"
161. "Una caccia 'particolare'"
162. "Il tesoro dei templari"
163. "I signori dell'inferno"
164. "Dalle nuvole agli abissi"
165. "Caccia a Fantomas"
166. "La congiura dei lebbrosi"
167. "Amara strage"
168. "Obbiettivo: Gilbert!"
169. "Continente nero"
170. "Il manipolo dei temerari"
171. "Il paradiso degli ottentotti"
172. "Fiume giallo"
173. "Amore e morte"
174. "Senza misericordia"
175. "Il duca di Friedland"
176. "L'ora suprema"
177. "La figlia contesa"
178. "La crocefissione del Grunewald"
179. "Amore e psiche"
180. "Undicesimo: maledire!"
181. "A cavallo della furia"
182. "La mantide religiosa"
183. "L'atroce tortura"
184. "La favorita della lussuria"
185. "L'inesorabile destino"
186. "Una lama per Richelieu"
187. "Alla corte d'Inghilterra"
188. "Il rosso cardo di Scozia"
189. "Assalto a Brahmapur"
190. "Passione e vendetta"
191. "La congiura delle polveri"
192. "I prigionieri della torre"
193. "Lotta senza quartiere"
194. "Il destino in pugno"
195. "Delitto chiama delitto"
196. "Il vascello delle vendute"
197. "Le Jene di Tobago"
198. "Il signore di Belville"
199. "Un nuovo grande amore"
200. "La rivolta dei meticci"
201. "L'isola senza nome"
202. "A Tobago si muore"
203. "La gioia della vendetta"
204. "Il segreto del carnefice"
205. "Il religioso perverso"
206. "La campana che uccide"
207. "L'uomo dalla mano d'argento"
208. "Il fantasma di Belville"
209. "Tulipani di sangue"
210. "La valle della morte"
211. "Capitan Mosquito"
212. "L'ora della verità"
213. "Duplice inganno"
214. "L'ammutinamento del Teodora"
215. "Il tesoro del sole"
216. "L'eco della morte"
217. "La scuola delle novizie"
218. "La duchessa si diverte"
219. "Alla resa dei conti"
220. "La dama nera"
221. "Il mistero dell'Escobar"
222. "Gli stemmi del tradimento"
223. "Doppio gioco"
224. "Le scatole cinesi"
225. "Senza pietà"
226. "L'imprendibile Liocorno"
227. "Amami, Serge!"
228. "Follie di campagna"
229. "L'usuraio"
230. "Un amaro ritorno"
231. "Terra di Francia"
232. "Intrighi di corte"
233. "La carrozza del mistero"
234. "Il mancino della Loira"
235. "La rivolta dei battellieri"
236. "Occhio per occhio"
237. "Nemici per la pelle"
238. "Una spietata vendetta"
239. "Il mistero della regina"
240. "Lutto a Chateau Salins"
241. "La maschera della paura"
242. "Martignan, addio!"
243. "La piramide d'oriente"
244. "L'ultimo duello"

## Biografia del personaggio
(Dall'editoriale introduttivo del personaggio)
Isabella è una bellissima ragazza bionda rimasta orfana e allevata da una famiglia di zingari nella Francia del XVII secolo ai tempi del re Luigi XIII circondata oltre che da personaggi immaginari come Jacula (che esordisce in questa serie prima di divenire essa stessa protagonista di una propria testata omonima) ma anche da quelli realmente esistiti come il Cardinale Richelieu o Maria de' Medici. Divenuta una donna audace e risoluta e provetta spadaccina va alla ricerca delle sue origini scoprendo di essere l’unica superstite della nobile famiglia dei De Frissac di Chateau Salins che venne sterminata dal barone Von Nutter per impadronirsi dei loro possedimenti. Prende quindi la decisione di vendicarsi e rimpossessarsi dei suoi beni.

## Caratterizzazione
Il personaggio di Isabella nonostante sia ispirato a quello di Angelica ha le proprie fattezze modellate più su quelle di Brigitte Bardot che su quelle di Michèle Mercier che era l’interprete di Angelica nella versione cinematografica.

## Altri media

### Cinema
Sulla spinta del successo del fumetto Cavedon scrive con Mario Amendola la sceneggiatura del film intitolato Isabella la duchessa dei diavoli diretto nel 1969 da Bruno Corbucci purtroppo senza molto successo.
Nella trama il film non si discosta molto dal fumetto con Isabella che orfana viene allevata dagli zingari e, quando scoprirà le su vere origini e la storia del massacro della sua famiglia decide di vendicarsi seducendo il barone per sfigurarlo. Il barone vive con il viso deturpato sotto una maschera di cuoio deciso a vendicarsi della ragazza che però riuscirà a sua volta a catturare il perfido barone facendolo condannare a morte. Nel finale a sorpresa il barone si dà alla fuga trasformandosi nel genio malefico della vita di Isabella.

## Impatto culturale
L’incontro di Cavedon con Barbieri segna l’inizio di una lunga collaborazione che nel 1966 porta alla nascita del personaggio che darà origine a un genere: quello del fumetto per adulti. In un’intervista del 1972 Cavedon racconta che: “L’intento era di creare un personaggio che esaltasse la donna, un tipo di donna che facesse in senso avventuroso e fantastico certe azioni che fino a quel momento aveva fatto solo l’eroe maschile. Una donna capace di risolvere insomma da sola i problemi, pur mantenendo al tempo stesso la propria femminilità, certe contraddizioni, debolezze, impulsi irrazionali tipici della donna”.
Dopo una partenza relativamente soft progressivamente i contenuti del tascabile diventano sempre più espliciti e per la prima volta in un fumetto italiano compaiono immagini di nudi femminili e situazioni erotiche molto più esplicite di quelle che pochi anni prima venivano mostrate nella serie di Satanik creata da Max Bunker e Magnus. Lo sceneggiatore Giorgio Pedrazzi dice che: “È fuor di dubbio che la sua discinta e procace spadaccina Isabella è fra quei fumetti che come Diabolik e Satanik hanno cambiato non solo il modo di porsi rispetto al fumetto tradizionale generando il cosiddetto filone nero-erotico, ma anche tecnicamente proprio il modo di fare fumetto con l’adozione del formato tascabile, la velocizzazione di scrittura con il ricorso al linguaggio parlato di uso corrente, l’utilizzo di un segno grafico per certi aspetti rozzo che (...) si presentava di più facile lettura”.
Cavedon intorno alla figura di Isabella crea un vero e proprio romanzo storico che coinvolge i lettori al punto tale da convincersi della reale esistenza della Duchessa dei Diavoli creando un filo diretto fra lettori e redazione che contribuisce a decretare il successo della serie che arriverà a toccare punte di vendita di oltre centomila copie.
La serie tocca temi come l'omosessualità e la promiscuità sessuale in quanto Isabella non disdegna anche avventure omosessuali e il suo partner preferito è Gilbert anche perché sa accettare con disinvoltura i suoi numerosi tradimenti sia con uomini che con ragazze anche minorenni, aspetto quest'ultimo che oggi difficilmente si potrebbe vedere in un fumetto erotico. Inoltre non si crea troppi scrupoli per raggiungere i propri scopi arrivando a torturare o uccidere. Alle trame avventurose si aggiungono, talvolta, situazioni grottesche : nell'ottavo episodio, “Le fiamme dell’inquisizione”, Isabella viene stuprata da un orso. La componente sadomasochista è sempre presente e col tempo si accentua. Nel 1966 questo era un elemento ancora inedito e probabilmente contribuisce al successo della serie oltre che del genere dei fumetti erotici che, inizialmente solo italiano, verrà esportato all'estero nonostante le campagne censorie e i reiterati interventi della magistratura.
Il successo di Isabella apre la strada a un filone che avrà lunga vita caratterizzato da personaggi dai nomi come Jacula, Cimiteria, Jungla, Walhalla, Belzeba, Vartàn, Maghella che molto spesso sono semplici variazioni sul tema di Isabella di scarsa qualità ma ci sono anche opere di migliore fattura come Necron, Zora la vampira, Jolanda de Almaviva a Biancaneve realizzate da maestri del fumetto quali Magnus, Sandro Angiolini, Milo Manara e Leone Frollo e che rivelano un mutamento generazionale.

## Controversie
Il successo è tale da coinvolgere i lettori che scrivono in redazione numerose lettere, ricche di confessioni intime, che saranno usate per creare la rubrica "La corte di Isabella", pubblicata in appendice agli albi a fumetti e in seguito raccolta in un volume intitolato "Cara Isabella". La rubrica subirà attacchi da parte della censura dai quali (a differenza di tutte le altre pubblicazioni della casa editrice) non riuscirà mai a sottrarsi. Ne fu realizzato anche un secondo volume, continuazione del primo, intitolato "Cara Isabella Vol. 2", incorso anch'esso negli strali della censura, tanto che se ne potrà vedere l'uscita solo nel 2003.